# Kódfejtő játék
A kódfejtő játék (angolul puzzlehunt) egy csapatjáték illetve -verseny, melynek az alapvető mozzanata a kódfejtés. A játékosok az egyes állomásokon egy vagy több feladatot, kódolt üzenetet kapnak. Ennek a megfejtése általában a következő állomáspont helyszínét tartalmazza. A pontos játékszabályok játékról játékra változnak, sok változata létezik. A játékidő néhány óra és több nap között mozog, jellemzően pihenő nélkül. Folyhat a játék éjjel vagy napközben, a közlekedés lehet gyalogos, biciklis vagy autós. Létezik teljes egészében internetes verseny is, amelyen mindenki otthonról vesz részt.
A játék egyik célja, hogy a résztvevők jól érezzék magukat. További jellemezői a szórakozás, a csapatmunka, a mozgás, az agytorna.
Verseny: amelyik csapat teljesít a legjobban, az nyer. Az értékelés különböző kritériumok szerint történhet: a célbaérés sorrendje, a sikeresen megoldott feladatok száma, vagy az elért pontszám (előre meghatározott pontozás alapján).
A feladatok különbözőek lehetnek, és minden esetben egyediek. Lehetnek titkosírások, rejtjelek, szteganográfiák, logikai és nyelvi feladványok, hang- és videóüzenetek, stb. Néhány játékban segítségeket is adnak a feladatokhoz.

## Keletkezés

### USA
Az első ilyen jellegű játékot a világon valószínűleg Donald Luskin rendezte meg 1973-ban Los Angelesben. Bár csak két tucat játékos vett rajta részt, a Los Angeles Times mégis beszámolt róla egy cikkben. Ezt a játékot autókkal játszották, de a cikk említést tesz egy gyalogos változat lehetőségéről is.
A játék alapján készült egy film is, a Midnight Madness(en) (1980). Ez egy újabb játékot inspirált, melyet Joe Belfiore 1985-ben Clearwater-ben (Florida) szervezett meg diákként.
További jelentős játékok:
- MIT Mystery Hunt (Cambridge, Massachusetts) – először 1981-ben
- Herald Hunt (Miami, Florida) – először 1984-ben (eredetileg Tropic Hunt); az egyik legnagyobb játék, esetenként tízezer versenyzővel is[2]
- Bay Area Race Fantastique (BARF) (Stanford, Kalifornia) – szintén Joe Belfiore
- The Game (San Francisco Bay és Seattle) – a 7. BARF új elnevezése, a játék érdekessége, hogy az eredeti változatot furgonokkal játsszák, ami a legkülönfélébb dolgokkal van felszerelve[3]
- Microsoft Puzzle Hunt (Redmond, Washington) – először 1990-ben

### Európa
Európában először valószínűleg Csehországban rendeztek kódfejtő játékot. Itt az amerikai játékoktól függetlenül fejlődött ki a csehországi gyerektáborokban általánosan ismert kincskereső játékból (csehül pokladovka). Ennek a nehezített (felnőtt) változataként jött létre az Open Blood tájékozódási játék, amely egy zárt közösség számára volt megrendezve. Ez szolgált később inspirációul az első nyilvános "nagy" kódfejtő játékhoz, a TMOU-hoz.
További játékok:
- TMOU (Brno, Csehország) – cseh nyelven, először 2000-ben, a szintén cseh Open Blood tájékozódási verseny alapján
- Bedna (Prága, Csehország) – cseh nyelven, először 2002-ben, a TMOU alapján
- Dnem (Brno, Csehország) – cseh nyelven, először 2002-ben
- Nachtschicht (Dortmund, Németország), német nyelven, először 2003-ban, a cseh Bedna alapján
- Quest (Svédország) – a TMOU alapján
- Haluz (Pozsony, Szlovákia) – szlovák nyelven, először 2006-ban
- UdS Puzzle Hunt (Saarbrücken, Németország) – német nyelven, először 2010-ben, a cseh Bedna, TMOU és Matrix alapján
- hunvagyunk? (Párkány, Szlovákia) – magyar nyelven, először 2013-ban
- MindCrime Puzzle Hunt (Budapest, Magyarország) – 2018 óta

A kódfejtő játékok Európában főleg Csehországban népszerűek, itt több mint két tucat játékot rendeznek meg rendszeresen (általában évente). Az állandó résztvevők száma több ezerre tehető.

## Külső hivatkozások
a MIT Mystery Hunt weboldala (angolul)
a TMOU weboldala (csehül)
Kódfejtő blog
hunvagyunk?
MindCrime Puzzle Hunt Archiválva 2020. augusztus 4-i dátummal a Wayback Machine-ben